# Siamoporus deharvengi
Siamoporus deharvengi là một loài bọ cánh cứng trong họ Bọ nước. Loài này được Spangler miêu tả khoa học năm 1996.